# Melongena sprucecreekensis
Melongena sprucecreekensis är en snäckart som beskrevs av Tucker 1994. Melongena sprucecreekensis ingår i släktet Melongena och familjen Melongenidae. Inga underarter finns listade i Catalogue of Life.